# Horror punk
Genres associés
Death rock, gothabilly, psychobilly
L’horror punk est un genre musical mélangeant les sonorités du punk rock avec une imagerie sombre inspirée des films d'horreur. L'horror punk est tant au niveau de la musique que de l'imagerie des groupes, proche du psychobilly (comme The Cramps, The Meteors ou Banane Metalik). Contrairement à la musique gothique, l'horror punk utilise une symbolique obscure dans le cadre de l'humour noir. Ici, la mort prête à rire, elle est l'excuse pour utiliser toute sorte de monstres, zombies ou autres vampires.

## Caractéristiques
Les textes abordent souvent des sujets très inspirés du cinéma de série B, et plus particulièrement par les films gore italiens des années 1970 et 1980, comme ceux de Lucio Fulci ou Dario Argento, ceux de George A. Romero (La Nuit des morts-vivants), Ed Wood (Plan 9 from Outer Space) et les films de la Hammer dans lesquels jouaient Christopher Lee et Peter Cushing. Le style musical de l'horror punk se rapproche davantage de la scène death rock et batcave que de la scène punk hardcore, et qu'il a plus tendance à utiliser les sonorités froides de la musique gothique que celles, plus lourdes, du metal.
Le groupe culte The Misfits est souvent considéré comme étant le premier vrai groupe horror punk[réf. nécessaire]. Mais d'autres formations apparaissent vite, comme Samhain (maintenant plus connu sous le nom de Danzig, groupe de doom metal mené par l'ancien frontman des Misfits), 45 Grave, ou Mourning Noise. Actuellement encore, l'horror punk continue de vivre par le biais des sites Internet qui lui sont consacrés, et grâce aux quelques groupes actuels qui tentent de renouveler ce genre plutôt méconnu (comme Miguel and the Living Dead). Certains groupes connus du grand public tels que Murderdolls ou Wednesday 13 font usage d'un style musical et vestimentaire très proche de l'horror punk.

## Groupes
Les groupes orientés ou spécialisés horror punk incluent Misfits, Wednesday 13, Murderdolls, Frankenstein Drag Queens From Planet 13, Spider Maniac Trash, The Creepshow, The Coffinbats, Deathwood, Son of Sam, Rock City Morgue, Banane Metalik, Samhain, 45 Grave, The Independents, The Graveyard Boulevard, The Cemetary Girlz, Mourning Noise, Mister Monster, The Undead, et Calabrese.